# Renaissance Elmina
La Renaissance Elmina est un club nigérien fondé en 1947 par des ressortissants Togolais et Dahoméens, à la frontière entre le Dahomey et le Togo. Ils décidèrent de fonder une association confraternelle nommée Renaissance Elmina. Son premier but est de développer la pratique sportive parmi les jeunes de la région.
Affiliée à la Fédération française de football et à la Ligue de Football de Dakar en août 1951, la Renaissance connaît à ses débuts beaucoup de difficultés. Elle enregistre en effet très peu de victoires par manque de bons joueurs. Toutefois, encouragés et soutenus par le président fondateur Ahadji Nicolas, les joueurs font des progrès rapides.
À partir de la saison 1952-1953, la Renaissance se place en tête des équipes du Niger.

## Palmarès
- Championnat du Niger (4)
  - Champion : 1953, 1954, 1955, 1956

- Coupe d'Afrique-Occidentale française : 
  - 1/4 de finaliste en 1956